# Caramelo (cavalo)
Caramelo é um cavalo conhecido por ter ficado ao menos quatro dias em cima de um telhado em Canoas durante as enchentes no Rio Grande do Sul em maio de 2024.  Em dezembro de 2024, o Cavalo Caramelo foi oficialmente adotado pela Universidade Luterana do Brasil (ULBRA), com um termo de adoção assinado junto à Secretaria de Bem-Estar Animal de Canoas. Desde então, o animal está sob tutoria da faculdade e pode ser eventualmente em seus passeios em regiões específicas do campus localizado em Canoas, seu local de descanso trata-se de um seleiro localizado dentro do Prédio 25 - Hospital Veterinário da universidade.

Caramelo enquanto estava ilhado durante as enchentes no Rio Grande do Sul em 2024

## Resgate
O cavalo ficou ilhado em uma casa no bairro Mathias Velho, Canoas, durante as enchentes que ocorreram no Rio Grande do Sul em maio 2024. Ele passou cerca de 4 dias ilhado.
No dia 8, Caramelo passou a ser monitorado e algumas equipes tentaram sem exito efetuar o resgate. o prefeito de Canoas, Jairo Jorge (PSD), afirmou à GloboNews que o resgate precisaria de um helicóptero. O planejamento do resgate foi feito durante a noite junto com o Corpo de Bombeiros do Estado de São Paulo e a equipe de veterinários que ajudou a resgatar outros animais ilhados durante a enchente, incluindo dois cavalos que estavam presos na escadaria de um prédio.
No dia 9, o resgate foi realizado pelo Corpo de Bombeiros acompanhados de uma equipe de veterinários. A equipe foi mobilizada pelo general Hertz Pires do Nascimento, comandante do Comando Militar do Sul. Foram disponibilizados cinco barcos e um helicóptero para o resgate. Por volta das 11h, Caramelo foi anestesiado, deitado e colocado em um bote, onde foi utilizado um soro para mantê-lo hidratado. Ele chegou em terra firme por volta das 12h, quando o bote foi retirado com Caramelo dentro e posto em uma carreta, onde ele foi secado e levado para o hospital veterinário da Universidade Luterana do Brasil (Ulbra). Caramelo foi descrito como manso pelos veterinários e pesava entre 450 e 500 kg quando foi resgatado. Os veterinários acreditam que ele foi usado para puxar carroças. Dois cachorros que estavam ilhados em um telhado próximo também foram resgatados.

### Sobrevivência
De acordo com veterinários consultados pela CNN Brasil, ele sobreviveu porque provavelmente estava muito bem hidratado e alimentado. Outros fatores são de sua biologia, já que muitos mecanismos de fuga surgiram na evolução da espécie por ela ter sido considerada uma presa. Cavalos dormem de pé e não gastam muita energia quando estão nesta posição. Além disso, cavalos são ótimos nadadores, o que pode ter ajudado Caramelo a encontrar um refúgio.

## Repercussão
Após seu resgate, surgiu a notícia falsa de que ele morreu. Caramelo ficou famoso nacionalmente quando foi filmado pelo helicóptero da TV Globo no dia 8. Seu resgate foi amplamente noticiado no Brasil. Alguns jornais, como o Metrópoles e o Correio Braziliense, afirmaram que Caramelo era um símbolo de resiliência durante a enchente. A revista Veja afirmou que o resgate de Caramelo mostrava a negligência do governo quanto aos alertas feitos sobre as enchentes. O presidente do Supremo Tribunal Federal, Roberto Barroso, descreveu a cena como emblemática. O cavalo gerou comoção nas redes sociais. Foram os internautas que o apelidaram de Caramelo. No dia 8, a hashtag #SalvemOCavalodeCanoas ficou no trending topics do X. Além dos pedidos de resgate, ele foi retratado em memes e o jornalista Renato Peters criou uma charge sua. Famosos como Felipe Neto pressionaram pelo seu resgate. O resgate obteve também repercussão internacional. Entre os veículos de mídia que cobriram sua história, estão a BBC News, Reuters e TV CBS.
O resgate foi acompanhado por Eduardo Paganella, repórter da RBS TV e exibido ao vivo no Mais Você e emocionou Ana Maria Braga. O presidente Luiz Inácio Lula da Silva afirmou que dormiu inquieto na noite anterior ao resgate e que Caramelo merecia "um bom descanso". A primeira dama Janja Lula da Silva também emocionou-se informou que estava em contato com um haras para onde o cavalo seria transportado. Em resposta, o humorista Whindersson Nunes postou uma foto da atriz Jade Picon na novela Travessia lavando roupas a mão em um rio. Janja rebateu a postagem escrevendo que "ele não sabe que já inventaram maquina de lavar roupa faz tempo", mas o humorista respondeu que "esse tweet não faz alusão a trabalhos doméstico, faz alusão a fazer muito enxame pra uma coisa, sobre botar a mão na massa em algo e fazer o meio auê".
Logo após sua internação, algumas pessoas apareceram no hospital veterinário afirmando serem donas do animal. Giovanna Ewbank e Felipe Neto se ofereceram para adotar Caramelo. No dia 12, foram registrados mais de mil pedidos de adoção. No dia 16 Caramelo recebeu em média 20 pedidos de adoção ao dia, porém nenhum dos pedidos bateram com suas características. Foi anunciado que caso o dono não apareça, Caramelo morará na fazenda da Ulbra. Um chacreiro chamado Sérgio Padilha chegou a conseguir identificar manchas e características do Caramelo, mas este não foi liberado pela falta de documentação. Ao todo, 11 pessoas reinvidicaram a posse do cavalo.

## Recuperação
Suas únicas lesões foram na pata direita traseira e machucados na pele e nos músculos. No hospital, foi checado se Caramelo estava ferido e ele recebeu glicose no soro para repor o líquido que perdeu enquanto estava ilhado. O cavalo a princípio foi alimentado com uma comida pastosa, com os veterinários planejando transicionar para capim conforme sua recuperação. No dia 10, ele apresentava um quadro clínico estável, porém ainda estava desidratado. No dia 16, Caramelo superou a desidratação, mas ainda precisava ganhar 50 kg. Em 20 de junho, ele já havia recuperado o peso. Durante o processo, ele recebeu um microchip com os dados dele e do tutor. Em setembro, ele estava com as vacinas em dia, incluindo tétano, influenza e encefalomielite equina.

### Animal universitário e vida atual

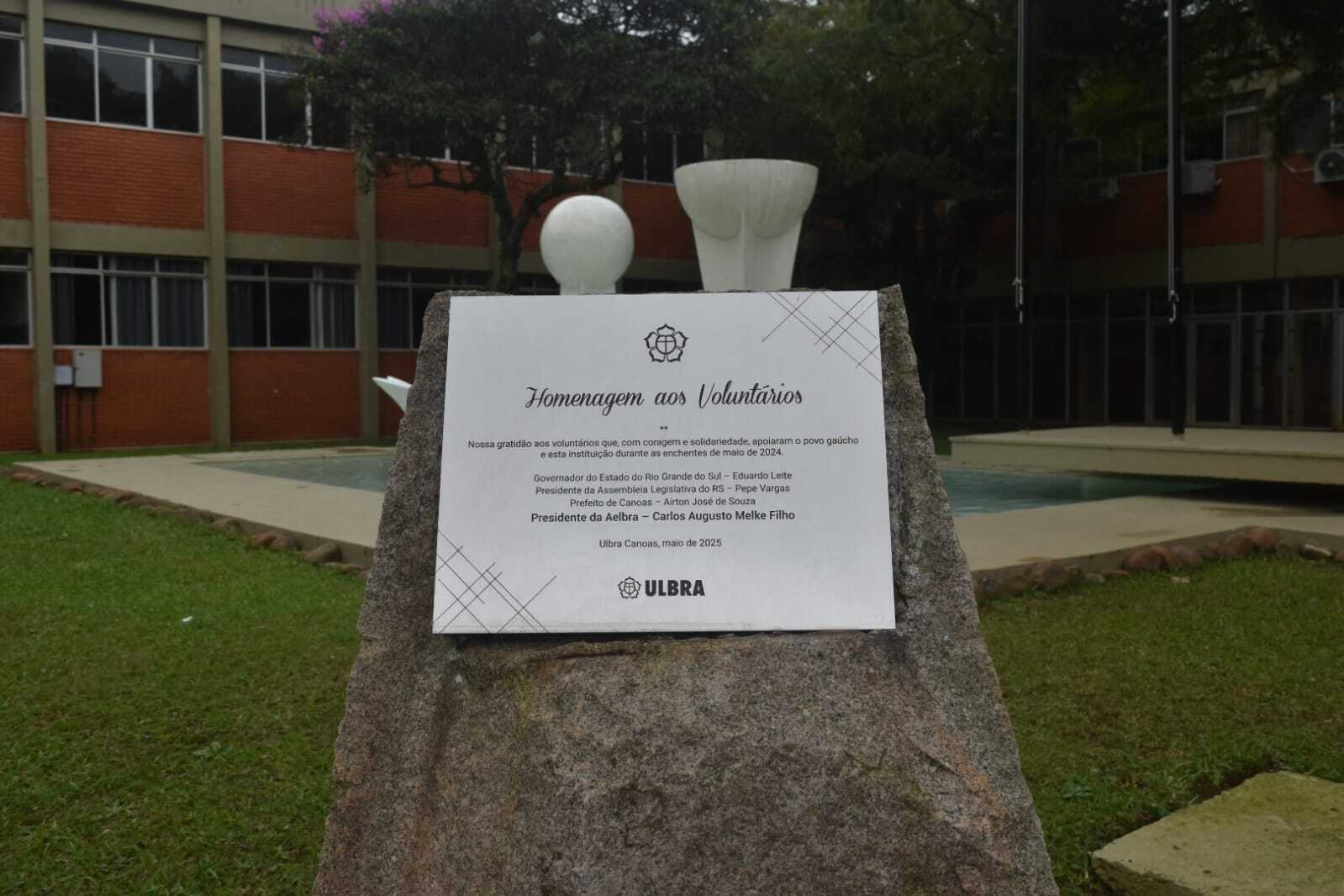
Placa no mesmo campus em que Caramelo vive, homenageia e mantém a memória dos voluntários envolvidos nos resgates durante as enchentes.

Em dezembro de 2024, o Cavalo Caramelo foi oficialmente adotado pela Universidade Luterana do Brasil (ULBRA), com um termo de adoção assinado junto à Secretaria de Bem-Estar Animal de Canoas. Ele agora vive na fazenda-escola da universidade, em um ambiente seguro e adequado, também é possível a visitantes do local encontrar o animal em seus passeios, a universidade é conhecida por possuir outros animais "adotados" pelos alunos e funcionários como cães que convivem livremente pelo campus e podem ser vistos eventualmente junto ao Caramelo.
Um ano após o resgate, o animal vive com conforto no hospital veterinário da ULBRA. Sua rotina inclui passeios em campo, descanso em baia confortável e acompanhamento diário por um cuidador dedicado. Ele é considerado “manhoso, malandro e temperamental”, mas tranquilo com quem o conhece; também é tratado com muita atenção e carinho. Caramelo engordou aproximadamente 70 kg desde o resgate, está totalmente recuperado e mantém boa forma física. Sua alimentação é balanceada: recebe duas porções diárias de concentrado nutritivo, mas tem liberdade para pastar e comer feno de alfafa à vontade; os níveis de saúde estão estáveis.
Ele não pode ser montado nem usar freio. Também não interage com outros cavalos, pois é um garanhão não castrado, o que implica comportamento territorial. Seu contato com humanos é controlado, visto que ele demonstrou comportamento agressivo em certas circunstâncias, provavelmente reflexo de maus-tratos anteriores. A ULBRA planeja construir um santuário para o Caramelo — um espaço onde ele possa viver solto e, quem sabe, em companhia de outros cavalos. Para isso, busca parcerias que viabilizem o projeto.

## Homenagens
A Ulbra anunciou a criação de um espaço em homenagem a todos os animais resgatados, onde terá uma estátua do Caramelo. Em 7 de setembro, ele participou no acendimento Chama Crioula no Dia da Independência. A chama foi conduzida por uma pessoa que perdeu tudo nas enchentes. Em 30 de agosto, participou do Desfile dos Campeões da Expointer 2024, que ocorreu no parque Assis Brasil, em Esteio. Um quadro de Caramelo do artista argentino José Alcuña foi leiolado por R$ 130 mil. O quadro foi vendido junto com uma poesia do cantor e pecuarista Gujo Teixeira. Carmen Regina Teixeira de Quadros publicou o livro infantil Caramelo: O Cavalo Corajoso e seus Amigos. O Martelo Solidário, organizado pelo Sindicato dos Leiloeiros do Rio Grande do Sul, arrecadou o total de R$ 1,2 milhão para as vítimas da enchente. Seu perfil nas redes sociais alcançaram mais de 100 mil seguidores.